# Heinrich Clam-Martinic

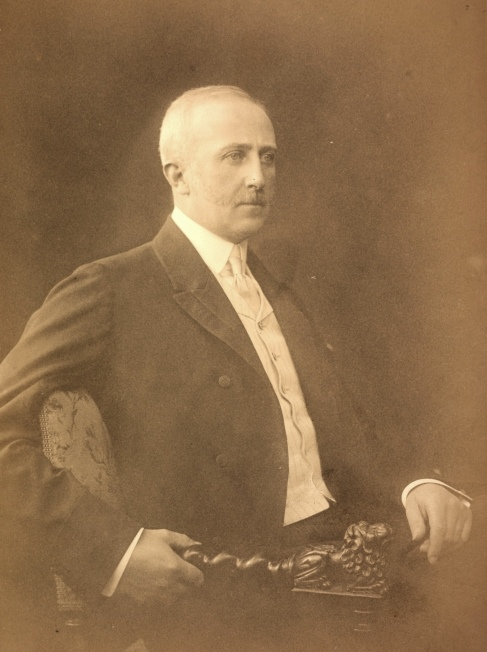
Heinrich Clam-Martinic

Heinrich Clam-Martinic, född 1 januari 1863 och död 7 mars 1932, var en österrikisk greve och politiker.
Clam-Martinic var ursprungligen officer, och intim vän med tronföljaren Franz Ferdinand. Han var 1894-1914 de feodala tjeckernas parlamentariske ledare, och försökte förgäves utjämna de tysk-tjeckiska motsättningarna, och lämnade under intryck av första världskriget sitt parti och tog avstånd från nationalitetsstriderna. Oktober-december 1916 var han jordbruksminister, december 1916-juni 1917 ministerpresident. Clam-Martinic var därefter 1917-18 militärguvernör i Montenegro.